# Suisen (ferry de 1996)
Cet article concerne le ferry mis en service en 1996. Pour le ferry de 2012, voir Suisen.
Le Suisen (すいせん, Suisen) est un ferry rapide ayant appartenu à la compagnie japonaise Shin Nihonkai Ferry. Construit entre 1995 et 1996 aux chantiers IHI de Tokyo, il est mis en service en juin 1996 sur les liaisons entre les îles d'Honshū et d'Hokkaidō. Remplacé en 2012 par le nouveau Suisen, il est désarmé à Aioi pendant près de 7 ans avant d'être finalement racheté par l'armateur sud-coréen Hanchang Shipping en avril 2019. Rebaptisé Hanchang Gangwon (en coréen : 한창강원호 ; romanisation révisée : Hanchang-gang-wonho), il rejoint la Corée du Sud début septembre 2019. Prévu pour être mis en service dans le courant de l'année 2020 sur une liaison reliant la Corée du Sud, le Japon, la Chine et la Russie, le projet ne verra finalement pas le jour en raison de la pandémie de Covid-19 ainsi qu'un coût de remise en état du navire trop élevé. Vendu pour démolition au Bangladesh, il quitte la Corée du Sud au mois d'août 2022 et est échoué sur les plages de Chittagong en septembre.

## Histoire

### Origines et construction
Au début des années 1990, la compagnie Shin Nihonkai Ferry poursuit le renouvellement de sa flotte amorcé dans les années 1980. En 1993, une baisse drastique du coût du combustible encourage la compagnie à se doter d'unités plus rapides. Après les Ferry Azalea et Ferry Shirakaba mis en service en 1994 sur la ligne Niigata - Otaru, Shin Nihonkai lance la construction de deux nouveaux navires destinés à remplacer les New Suzuran et New Yūkari entre Tsuruga et Otaru.
La conception des futurs navires, baptisés Suzuran et Suisen, tranche quelque peu avec celle de leurs prédécesseurs. Ces navires sont pensés pour atteindre des vitesses élevées malgré leur taille imposante. Pour ce faire, leur largeur est significativement réduite par rapport aux autres navires, ce qui donne à la coque une forme plus effilée, leur permettant de naviguer plus vite. Le choix de l'appareil propulsif est arrêté sur deux moteurs semi-rapides Pielstick développant une puissance de 47 660 kW. La capacité d'emport est réduite en comparaison au New Suzuran et au New Yūkari avec 500 passagers et 80 véhicules, de même que la capacité de roulage qui est réduite à 122 remorques. Les installations intérieures sont conçus de manière similaire à celles des Ferry Azalea et Ferry Shirakaba, offrant ainsi un confort supérieur par rapport aux New Suzuran et New Yūkari.
À l'instar des précédents navires, la construction des futures unités est confiée aux chantiers IHI de Tokyo. Le Suisen est mis sur cale le 17 juillet 1995 et lancé le 26 octobre. Après environ sept mois de finitions, il est livré à Shin Nihonkai le 6 juin 1996. Le Suisen et le Suzuran sont les premiers navires à arborer les nouvelles couleurs de la compagnie avec le logo inscrit sur la coque accompagné de bandes à dominantes bleues remplaçant la traditionnelle bande verte.

### Service

#### Shin Nihonkai Ferry (1996-2012)
Le Suisen est mis en service le 11 juin 1996 entre Tsuruga et Otaru. Son sister-ship le Suzuran est lui aussi mis en service le même jour. À partir de 2002, le port d'arrivée de la ligne de Tsuruga est déplacé à Tomakomai, au sud de Sapporo.
Dans la matinée du 5 janvier 2003, alors que le Suisen navigue entre Tomakomai et Tsuruga par mauvais temps, l'équipage remarque une infiltration d'eau anormale dans la salle des machines. Après examen, il est constaté que la voie d'eau provient d'une défaillance du dispositif d'évacuation du système de ventilation. Le commandant contacte alors les gardes côtes d'Akita qui envoient un remorqueur en assistance. Naviguant à 6 nœuds, le navire est finalement mis à l'abri le lendemain au port d'Akita. Peu après, l'enquête conclura à un manque d'entretien des conduits de ventilation qui ont été bouchés par une corrosion anormale, provoquant l'accumulation de l'eau en raison du mauvais temps.
Remplacé par le nouveau Suisen en 2012, le navire est retiré du service le 30 juin. Désarmé à Aioi, il reste à quai durant environ sept ans. En avril 2019, il est racheté par l'armateur sud-coréen Hanchang Shipping.

#### Hanchang Shipping (2019-2022)
Renommé Hanchang Gangwon, le navire quitte le Japon pour rejoindre la Corée du Sud au début du mois de septembre. Arrivé à Sokcho, au nord du pays, le 6 septembre, il est présenté au public le 18.
Prévu pour naviguer à compter de mars ou d'avril 2020 entre la Corée du Sud, le Japon, la Chine et la Russie, sa mise en service est toutefois repoussée en raison de l'importance des travaux de remise en état dus à sa longue période d'immobilisation. Pour ne rien arranger, les travaux, dont le coût s'élève à plus de 14,2 milliards de wons, sont interrompus en raison de la pandémie de Covid-19.
Le 22 mars 2022, devant le coût trop élevé de la refonte et le contretemps imposé par la crise sanitaire, Hanchang annonce finalement la vente du navire à la société Lyra Trading Limited pour la somme de 6,2 milliards de wons. Prévu le 10 avril, le départ du navire de Sokcho en remorque est cependant repoussé en raison de problèmes administratifs concernant l'assurance de l'opération de remorquage. Le 2 août dans l'après-midi, des essais des moteurs, inutilisés depuis plus de trois ans, sont réalisés afin de déterminer si le navire est en mesure de quitter Sokcho par ses propres moyens. Les essais concluants, le navire, rebaptisé Gangwon 1, fait route vers Busan et mouille au large de la ville plusieurs semaines avant de prendre la route du Bangladesh où il arrive au mois de septembre. Échoué sur les plages de Chittagong le 10 septembre, il est démantelé au cous des mois suivants.

## Aménagements
Le Suisen possédait 8 ponts. Si le navire s'étendait en réalité sur 10 ponts, deux d'entre eux étaient inexistants au niveau des garages afin de permettre au navire de transporter du fret. La numérotation commerciale des ponts débutait à partir du pont garage inférieur (correspondant au pont 1). Les locaux passagers occupaient les ponts 3, 4 et 5 tandis que l'arrière du pont 3 était consacré à l'équipage. Les ponts 1, et 2 et 3 abritaient quant à eux les garages.

### Locaux communs
Les installations du Suisen se situaient pour la plupart à l'arrière du pont 4. Les passagers avaient à leur disposition un restaurant, un grill, un café ainsi qu'un espace extérieur.
Parmi les installations se trouvait :
- Le café du navire situé à la poupe du côté tribord ;
- Le restaurant Onyx : restaurant du navire situé au milieu du côté tribord ;
- Le grill Malachite : situé à bâbord au niveau de la promenade interne ;
- Le salon Lapis Lazuli : situé à l'avant au pont 3, offre une vue sur la navigation.

En plus de ces principaux aménagements, le navire proposait également plusieurs espaces fumeurs, deux bains publics (appelés sentō), l'un pour les hommes, l'autre pour les femmes à bâbord, une boutique, une salle de jeux vidéo ainsi qu'un bains à remous à l'extérieur à l'arrière du pont 4.

### Cabines
À bord du Suisen, les cabines étaient réparties en quatre catégories selon le niveau de confort. Ainsi, le navire était équipé de quatre suites d'une capacité de deux personnes, 20 cabines luxe à deux de catégorie B, 26 cabines standards de catégorie B à deux, 39 à quatre et 5 à trois, 5 dortoirs à 16, 5 à 20, un à 16 et un à 18.

## Caractéristiques
Le Suisen mesurait 199,50 mètres de long pour 25 mètres de large, son tonnage était de 17 329 UMS (ce qui n'est pas exact, le tonnage des car-ferries japonais étant défini sur des critères différents). Il pouvait embarquer 515 passagers et possédait un spacieux garage pouvant embarquer 122 remorques et 80 véhicules. Le garage était accessible par l'arrière au moyen d'une porte rampe latérale à tribord au niveau du garage inférieur et d'une rampe axiale. La propulsion du Suisen étaient assurée par deux moteurs diesel Diesel United-SEMT Pielstick 18PC4-2B développant une puissance de 47 660 kW entrainant une hélices à pas variables faisant filer le bâtiment à la vitesse de 29 nœuds. Il était aussi doté d'un propulseur d'étrave, de deux propulseurs arrière ainsi qu'un stabilisateur anti-roulis. Les dispositifs de sécurité étaient essentiellement composés de radeaux de sauvetage mais aussi d'une embarcation semi-rigide de secours.

## Lignes desservies
Pour le compte de Shin Nihonkai Ferry, le Suisen a assuré de 1996 à 2002 les liaisons entre Tsuruga et Otaru, puis entre Tsuruga et Tomakomai jusqu'en 2012.